# Buskvicker
Buskvicker (Vicia dumetorum) är en växtart i familjen ärtväxter. 